# تنگرینه
تنگرینه (به لاتین: Tongrinne) یک منطقهٔ مسکونی در بلژیک است که در سومبرف واقع شده‌است. تنگرینه ۵٫۸۹ کیلومتر مربع مساحت دارد.